# Khellven
Khellven Douglas Silva Oliveira (Pilões, Rio Grande do Norte, 25 de febrero de 2001), conocido simplemente como Khellven, es un futbolista profesional brasileño que juega como defensa para el S. E. Palmeiras del Campeonato Brasileño de Serie A.

## Biografía
Khellven inició su carrera en las divisiones inferiores del Guarani de Palhoça donde despertó el interés del Athletico Paranaense. Llegó al CT do Caju en agosto de 2018 para jugar inicialmente en los equipos sub-17 y sub-19 del Furacão. Fue promovido al equipo sub-23 en marzo de 2019.
En 2019 formó parte del plantel que resultó campeón del Campeonato Paranaense 2019. Se convirtió en el primer jugador nacido en el siglo XXI en jugar para el equipo profesional. Fue campeón de la Copa do Brasil 2019, disputando tres partidos, incluidas las dos finales. El 6 de abril de 2019, Kelven anotó su primer gol como profesional con el Furacão en un partido del Campeonato Paranaense contra el Rio Branco.
En la temporada 2022, Khellven fue titular por la banda derecha del Athletico y tuvo una temporada sólida con el equipo. Jugó 42 partidos, anotando dos goles y dando cinco asistencias. Ya en 2023, Khellven anotó dos goles y dio siete asistencias clave en 42 partidos (38 de ellos como titular). Terminó su etapa en el Furacão con siete goles y 22 asistencias en 158 partidos. Con el Athletico, ganó tres campeonatos estatales (2019, 2020 y 2023), una Copa do Brasil (2019) y una Copa Sudamericana (2021).
El 25 de agosto de 2023, el Athletico Paranaense completó el traspaso de Khellven al CSKA de Moscú, club ruso. El acuerdo se pagó por 4,5 millones de euros. Khellven firmó un contrato con el club ruso hasta 2027 y se anunció oficialmente el 1 de septiembre. El 3 de septiembre de 2023, debutó con el CSKA en el partido de la Liga Premier contra el Zenit (1:1). El 24 de septiembre de 2023, marcó su primer gol con el CSKA contra el FK Rostov.
En su primera temporada con los Armeytsy, Kelven disputó 23 partidos en el Campeonato Ruso y, con 7 asistencias, se convirtió en el mejor asistidor de la RPL entre los defensas. En total, en la temporada 2023/24, el brasileño disputó 31 partidos con el club moscovita en todos los torneos, anotando 10 goles efectivos en el sistema gol + pase (1 + 9).
Terminó su etapa en el CSKA en 2025, donde disputó 63 partidos, marcando cinco goles y dando 13 asistencias. En dos temporadas en la Premier League rusa, disputó 47 partidos, 39 de ellos como titular. Según datos de Sofascore, también marcó cuatro goles, dio diez asistencias, creó 11 ocasiones claras y dio 52 pases decisivos.
El 4 de agosto de 2025, Khellven regresó a Brasil y firmó un contrato de cinco años con Palmeiras. El Palmeiras ya ha acordado las condiciones de la compra del CSKA: aproximadamente 5 millones de euros fijos, con una posible bonificación de hasta 6,5 millones. Firmó un contrato indefinido con el Verdão hasta finales de 2030.

## Clubes
| Club                 | País   | Año       | Partidos | Goles |
| -------------------- | ------ | --------- | -------- | ----- |
| Guarani de Palhoça   | Brasil | 2016-2018 | 3        | 0     |
| Athletico Paranaense | Brasil | 2018-2023 | 175      | 8     |
| P. F. C. CSKA Moscú  | Rusia  | 2023-2025 | 63       | 5     |
| S. E. Palmeiras      | Brasil | 2025-     |          |       |

## Palmarés

### Títulos nacionales
| Título             | Club                | País  | Año     |
| ------------------ | ------------------- | ----- | ------- |
| Copa de Rusia      | P. F. C. CSKA Moscú | Rusia | 2024-25 |
| Supercopa de Rusia | P. F. C. CSKA Moscú | Rusia | 2025    |